# Casino Nou (Tiana)
Casino Nou és una obra de Tiana (Maresme) protegida com a bé cultural d'interès local.

## Descripció
Edifici civil de planta rectangular amb baixos i pis.
El seu interès no recau tant en la construcció com en la decoració, que queda pràcticament concentrada a la façana. En primer lloc cal destacar un grup escultòric que corona el frontó de l'edifici, format per dos nois nus asseguts i acompanyats per alguns elements simbòlics típics del classicisme. Els murs són recoberts per alguns plafons esculpits que representen armes, banderes . cuirasses, etc., tot emmarcat amb garlandes i elements vegetals bastant recarregats i pròxims, pel que fa a l'estil, al classicisme francès. Tots els símbols clàssics estan buits de significat i són purament decoratius. L'únic element que conserva el seu sentit heràldic és l'escut d'armes situat damunt la porta d'accés. Altres elements neoclàssics són les hídries que coronen tots els angles de l'edifici, i els guardapols o trencaaigües sostinguts per mènsules de les finestres de la planta baixa.
L'interior està adequat com a restaurant i sales pròpies del club de Tennis o Nou Casino.
El conjunt està envoltat per un ampli jardí i queda dins el recinte de l'antiga masia de Can Marí.

## Història
Pla especial de protecció i catàleg del patrimoni arquitectònic i ambiental. Fitxa 41